# Lathromeris gracilicornis
Lathromeris gracilicornis är en stekelart som beskrevs av Lin 1994. Lathromeris gracilicornis ingår i släktet Lathromeris och familjen hårstrimsteklar. Inga underarter finns listade i Catalogue of Life.